# Марјуча или смрт
„Марјуча или смрт“ је југословенски филм из 1987. године. Режирао га је Ванча Кљаковић који је написао и сценарио.

## Радња
Прича о петнаестогодишњаку разапетом између дечијих игара и потребе за тзв. сексуалном афирмацијом. У близини његове куће у Сплиту је јавна кућа и дечаци скупљају новац како би бар  један од њих спавао са чувеном проститутком Марјучом. Добитник је петнаестогодишњак али банална атмосфера саме јавне куће и понашање саме Марјуче учиниће да не доживи оно за чим је жудео. Уз то, он има и своју тајну, девојку из суседства, много старију од њега. Сваке ноћи он кроз танки зид ослушкује њене еротске доживљаје са италијанским подофициром.

## Улоге
| Глумац                | Улога                 |
| --------------------- | --------------------- |
| Борко Бебић           | Јере                  |
| Неда Арнерић          | Марија                |
| Борис Дворник         | Иванко                |
| Марија Кон            | Винка                 |
| Звонко Лепетић        | Марин                 |
| Мирјана Карановић     | Марјуча               |
| Јасна Малец Утробичић | Водитељица бордела    |
| Магда Матошић         | Тетка Франа           |
| Васја Ковачић         | Сандро, Маријин дечко |
| Мирко Краљев          | Италијан, црнокошуљаш |
| Марица Видушић        | Проститутка           |
| Хелена Папић          | Проститутка           |
| Злата Ковачић         | Проститутка           |
| Иванка Кристић        | Проститутка           |
| Ловко Роје            | Цвитко                |
| Катја Цвитић          | Маријина мајка        |
| Тончи Папић           | Хармоникаш            |
| Бруно Нациновић       | Италијански војник    |
| Чедо Мартинић         | Италијански војник    |
| Марко Бралић          | Италијански војник    |
| Иван Милардовић       | Јерин пријатељ        |
| Ивица Ивковић         | Јерин пријатељ        |
| Пино Друтер           | Јерин пријатељ        |